# 天長斷崖
天長斷崖是臺灣位於花蓮縣秀林鄉東方之斷崖地景，由菲律賓海與歐亞大陸二大板塊持續碰撞擠壓下被抬升，為造山運動產物下形成的斷層崖。目前天長斷崖並無對外開放進入，並且因行經該斷崖的能高越嶺古道東段沿線多處坍方落石，因而全線封閉，除臺灣電力公司維修人員及行政院農業委員會林務局人員外，並不接受申請入山許可。

## 歷史
追溯於三百年前，當時賽德克族的獵人曾嘗試通過天長斷崖，以便進入山區打獵。直到日治時期，1914年太魯閣戰爭之後，臺灣總督府規畫由霧社連接花蓮初音開闢正式道路，1917–1918年花蓮港廳為避開天長斷崖的破碎岩壁，闢建初音奇萊橫斷道路從天長斷崖上方稜線繞過，同時台中州亦闢建西段道路於州廳界交會，打通之後東西全線稱為「能高越橫斷道路」（能高越道路舊道）。1924年台灣軍司令官在探勘後認為其越嶺點海拔過高，要求總督府更改路線。1925年底花蓮港廳完成舊道東段的改道，改道後路線直接從天長斷崖穿越，稱為「能高越警備道路」（今能高越嶺古道），然而因斷崖的地質破碎，因此道路闢建完成後，時常發生因崩塌而阻斷交通的狀況。日治末期1940年代，規畫沿越嶺道興建東西高壓輸電系統，已將越嶺道部分拓寬為車道，完成部分輸電線基座初步建設，後隨太平洋戰爭戰況惡化而中止。
1945年終戰後，臺灣由國民政府接收。1950年韓戰爆發後，美援救助風雨飄搖財政窘困破敗的台灣，撥款130萬美元的援助給台灣電力公司以重建毀於戰火的發電設施，其中40萬美元指定興建日治遺留下的東西高壓輸電線計畫，沿著日治所遺留已部分拓寬為車道但已寸斷失修的能高越警備道路，修復做為保線路，於1951年、1953年各完成一條甲、乙線輸電線。1954年美援與政府研究將中橫公路沿霧社一路往銅門興建，但在探查後因規畫道路東段地質破碎並未採用；如今省道台14線也是沿著能高越嶺警備道路興建，不過在霧社－銅門路段並未興建，使得行政院在2009年11月19日公告：「解編省道台14線廬山至仁壽路段」。1977年台電東部電力處開始開發木瓜溪上游的水力，循木瓜溪北岸向上游開闢施工道路，該段道路行經天長斷崖之處，台灣電力公司開闢一座隧道稱為天長隧道通過險地，1978年完工通車，但現已崩塌封閉。
目前東段唯一通車之路段銅門－奇萊由台灣電力公司東部發電廠因山區水壩及引水隧道維修之必要而進行管理。

## 地理
天長斷崖位於花蓮縣木瓜溪上游左岸，天長山之下，是能高越嶺古道東段的要衝。斷崖總長約3公里、崖高約900公尺，斷崖走向北北東－南南西。
造山運動時期，受到菲律賓與歐亞大陸二大板塊持續碰撞擠壓下，在抬升的過程中形成奇萊斷層，最後造就出天長斷崖，因此天長斷崖就位在奇萊斷層的上盤。
天長斷崖東盤是大南澳片岩之石英質塊狀大理岩，為天長大理岩出露最多之處；西盤是千枚岩。
斷崖上的大理岩以及千枚岩皆極易風化，又受斷層作用運動的影響，常發生自然崩塌之現象，尤其在東盤的大理岩區更加顯著，因此斷崖之下的木瓜溪時常因崩塌時出現天然土石壩或堰塞湖的現象。並且，斷崖兩側呈相同之傾斜，其與奇萊斷層之活動有關。

## 天長隧道
天長隧道是天長斷崖上唯一一條能夠讓車輛行駛經過的交通要道，該條隧道由台灣電力公司在進行奇萊引水工程時，為避開原本在天長斷崖表面地質狀況極不穩定的能高越嶺古道舊線而修築。1978年12月18日，天長隧道全線貫通，全長1,270公尺。隧道內呈S型線型，因此進入隧道車輛尺寸必須限制為長5.5公尺、寬2.2公尺、高2.5公尺以下之車輛，且需收起照後鏡，以免擦撞洞壁。
天長隧道也是全臺灣唯一也是最長的大理岩隧道，也因為該隧道內的岩質為大理岩，屬較為堅硬的材質，因此隧道內並無敷設混凝土襯砌，加上隧道內沒有任何照明設施，因此當車輛行經時，在車燈的照射之下，能夠清楚看到隧道內清晰的大理石紋理。目前隧道中段已坍方，車輛無法通行。